# Ascodipteron siamense
Ascodipteron siamense är en tvåvingeart som beskrevs av Speiser 1903. Ascodipteron siamense ingår i släktet Ascodipteron och familjen lusflugor.
Artens utbredningsområde är Thailand. Inga underarter finns listade i Catalogue of Life.